# Nágálandská kreolština
Nagamská kreolština (též nágálandský pidžin) je kreolský jazyk na bázi ásámštiny. Používá se v Nágálandu v severozápadní Indii. Vznikl, když se ásámští obchodníci začali dostávat do Nágálandu. Vznikl pro komunikaci mezi těmito obchodníky a místními domorodci. Protože se v Nágálandu mluví mnoha jazyky, nágálandská kreolština se zde používá jako lingua franca, přestože oficiálním jazykem státu je angličtina, kterou umí 67,11 % populace v této oblasti.
Používá se hlavně ve venkovských oblastech a ve smíšených domácnostech. Poprvé byl popsán roku 1936.
Jazyk má 2 pády, 2 časy, 3 slovesné vidy a nerozlišuje rody.

## Ukázka nágálandské kreolštiny
V následující tabulce jsou uvedeny věty v nágálandské kreolštině a český překlad.
| Nágalándskou kreolštinou    | Česky            |
| --------------------------- | ---------------- |
| Ami                         | Já               |
| Aapuni laagaa naam ki aase? | Jak se jmenuješ? |
| Kenekaa aase?               | Jak se máš?      |
| Amaake naalaage.            | Nemám zájem.     |
| Aapuni kot thaake?          | Kde bydlíš?      |
| Aapuni itu bhal laage?      | Máš to rád?      |
| Aami kali aahibo.           | Přijdu zítra.    |
| Kun phaale?                 | Kudy?            |